# Хашагульгов, Али Татарович
Али́ Тата́рович Хашагу́льгов (ингуш. Хьоа́шаланаькъан Татре Iа́ьла; 24 июня 1943, Яндаре, Чечено-Ингушская АССР — 17 ноября 1999, Москва) — ингушский советский и российский поэт, прозаик, художник, диссидент.

## Биография
Родился 24 июня 1943 года в селении Яндаре Назрановского района. Восьмимесячным малышом вместе с родителями был выслан в Казахстан.
В 1950 году пошёл в первый класс сельской школы. Среднюю школу окончил после возвращения из ссылки в селение Яндаре. Писать и рисовать научился в дошкольном возрасте. Сначала писал на русском языке. В 1958 году научился писать на ингушском языке. Ещё в юношеском возрасте начал переводить на родной язык стихи А. С. Пушкина, М. Ю. Лермонтова, Коста Хетагурова и других авторов.
В 1959—1960 годы, ещё обучаясь в школе, работал в совхозе художником—оформителем. В 1961 году, работая грузчиком и учась в вечерней школе, окончил первый курс пединститута в городе Ростове-на-Дону.
В 1963 году окончил второй курс ЧИГПИ. 4 июня 1963 года был арестован вместе с поэтом Иссой Кодзоевым и затем осуждён по ст. 70 УК РСФСР («антисоветская агитация») за свои стихи на 4 года лишения свободы. В день ареста вышла первая публикация стихов в Альманахе «Лоаман Ӏуйре» («Утро гор»).
С 1963 года по 1967 год отбывал срок в исправительно-трудовых колониях для политзаключенных в Мордовии.
В 1967—1968 годы работал в городе Назрань на заводе «Электроинструмент». С 1968 по 1969 год работал учителем в селении Джейрах.
В 1970—1971 годы работал корректором в Чечено-Ингушском книжном издательстве. С 1973 по 1974 год работал учителем ингушского языка в селении Ангушт Пригородного района.
В 1978 по 1982 год Али Хашагульгов работал рабочим дорожного строительства и художником—оформителем на курорте Армхи Назрановского района. В 1983 году переехал на жительство в город Грозный. В 1988—1989 годы работал преподавателем ингушского языка в Госпединституте.
С 1990 года по 1991 год Али Хашагульгов работал литконсультантом Союза писателей Чечено-Ингушетии, а с 1991 года — редактором детского журнала «СелаӀад» («Радуга»).
В 1992 году он был принят в члены Союза художников и Союза писателей России. В 1994 году, в связи с военными действиями в Грозном, переехал в Назрань. Дом, в котором жил Али Хашагульгов, разбило прямым попаданием авиационной бомбы. Всё имущество, богатая библиотека и собрание картин сгорели.
До переезда в Москву Али Хашагульгов жил в Назрани у своего близкого друга Вахи Хамхоева.
С 1995 года Али Хашагульгов — преподаватель театрального училища имени Щукина. В эти же годы картины Али Хашагульгова выставляются в галереях Москвы и Ингушетии, 17 ноября 1999 года после тяжёлой болезни Али Хашагульгов скончался в Москве. Похоронен в горной Ингушетии, на родовом кладбище в селении Лейми.

## Некоторые произведения
На ингушском языке:
- «Лоаме» (сборник стихотворений, 1985 год)
- «Хьалхара зиза» (1987 год)
- «Фу ховли, фу довзали» (загадки для детей, 1990 год)
- «Дошо дуне» (1992 год)
- «Тешам» (сборник стихотворений, 1998 год)
- «Даьй гӏалаш, даьй юрташ» (сборник стихотворений, 1998 год)